# Ultraschwache Photonenemission
Als ultraschwache Photonenemission der Chemilumineszenz (UPE, ultraschwache Chemilumineszenz, englisch: spontaneous chemiluminescence, ultraweak light emission, ultraweak photoemission, dark photoemission, Low-level luminescence) wird eine äußerst geringintensive spontane oder von außen induzierbare Photonenemission (Lumineszenz) als Begleiterscheinung chemischer Reaktionen bezeichnet, die nur wenig über der technischen Nachweisbarkeit liegt und im Wissenschaftszweig der Biophotonik untersucht wird. Die charakteristische geringe Leuchtdichte der ultraschwachen Photonenemission liegt unterhalb der Wahrnehmungsschwelle selbst des dunkeladaptierten Auges.
Diese Lichtaussendung ist sowohl bei unbelebter Materie als auch bei biologischem Material zu beobachten, in letzteren Falle wird auch von ultraschwacher Zellstrahlung gesprochen. Die ultraschwache Photonenemission bei biologischen Systemen ist als ein Produkt physiologischer chemischer Reaktionen und ihre zeitliche Veränderung als Antwort auf exogene Einflüsse oder die Anwesenheit von Noxen anzusehen.
Die ultraschwache Chemilumineszenz unterscheidet sich durch ihr Spektrum, ihre Strahlungsintensität und ihre Chemilumineszenzquantenausbeute sowohl von der Wärmestrahlung (siehe Stefan-Boltzmann-Gesetz), als auch von der deutlich intensiveren Biolumineszenz (mit mehr als einer Million Photonen/cm² und Sekunde, z. B. Luciferin-Luciferase-System) und der Fluoreszenz.
Dieser Artikel thematisiert nicht die spezielle sogenannte Biophotonenhypothese des deutschen Physikers Fritz-Albert Popp.

## Eigenschaften
Die bisher beobachteten Strahlungen lagen bei 1 bis 1000 Photonen/cm2 (typisch: einige wenige bis einige Hundert Photonen/cm2) pro Sekunde im Spektralbereich von 200 nm bis 800 nm. Die Strahlungsleistung liegt dabei im Bereich von 10−21 W bis 10−18 Watt. Dies bedeutet etwa eine Photonenaussendung pro Zelle (angenommener Durchmesser: 10 Mikrometer) und Monat. Um in diesem Bereich messen zu können, müssen einzelne Photonen nachweisbar sein. Die Intensität ist zeitlich nahezu statisch, kann bei biologischen Systemen jedoch, wie andere Parameter auch, circadianen Schwankungen und anderen biologischen Rhythmen unterliegen und diese nicht-invasiv detektierbar machen.
Voraussetzung der Chemilumineszenz allgemein ist nach Campbell (1988) das Vorhandensein von:
- exothermischen chemischen Reaktionen, die zwischen 160 und 300 kJ/mol Energie liefern
- Anwesenheit von Molekülen in einen geeigneten angeregten Zustand, der entweder eine direkte Photonenemission oder die Übertragung der Energie auf geeignete Fluorophore beim Phänomen der Fluoreszenz erlaubt
- Die Deaktivierung der angeregten Spezies muss zumindest teilweise durch die Emission von Photonen erfolgen können.

Die Effizienz der zugrundeliegenden Chemilumineszenz-Reaktionen wird durch die Chemilumineszenzquantenausbeute beschrieben. Diese ist sowohl bei der spontanen wie auch der induzierten ultraschwachen Chemilumineszenz sehr gering. Dies ist ein Unterscheidungsmerkmal zur effizienteren und intensiveren Biolumineszenz mit höherer Chemilumineszenzquantenausbeute (bis 0,5). Dieser Wert entspricht dabei dem Quotienten aus der Anzahl emittierter Photonen und der Anzahl reagierender Moleküle.

## Entstehung der spontanen ultraschwachen Photonenemission im Rahmen der Chemilumineszenz
Die spontane ultraschwache Chemilumineszenz ist eine Photonenemission ohne äußere Anregung. Die Entstehung erklärt sich als Begleiterscheinung oxidativer Prozesse (z. B. bei Stoffwechselvorgängen). Alternative Erklärungen finden sich auch in der oben genannten Biophotonenhypothese. Der kontinuierliche Zellstoffwechsel führt zur laufenden Bildung sogenannter freier Radikale, denen bei diesem Phänomen eine entscheidende Bedeutung zukommt. Die Bildung freier Radikale (reaktive Sauerstoffverbindungen) fördert die Lichtaussendung, wobei das Umgebungslicht und die Temperatur das Phänomen beeinflussen. Eine Zufuhr von Vitamin E oder anderen sogenannten Radikalenfängern vermindert die Photonenemission. Bekannte Moleküle, die an der Entstehung der Erscheinung beteiligt sind, sind Lipidperoxide.

## Induzierte schwache Photonenemission und induzierte Chemilumineszenz
Hier handelt es sich um eine weitaus intensivere und technisch einfacher zu detektierende Photonenemission nach einer äußeren Anregung. Die Anregung kann z. B. durch UV-Strahlung, Zuführung von Ozon oder Peroxiden erfolgen. Die induzierte Chemilumineszenz kann auch eine Zeit lang nach Einwirkung einer Noxe anhalten und wird dann auch als delayed light emission (sogenanntes Lichtspeicherverhalten) bezeichnet, obwohl ein Phänomen der Photonenspeicherung unbekannt ist, da Photonen per Definition sich (im Vakuum) mit Lichtgeschwindigkeit bewegen. Anfangswerte können mehrere Zehnerpotenzen über den Spontanwerten liegen mit Abklingzeiten von etwa 2–5 Minuten. Hierfür wird häufig eine UV-Bestrahlung eingesetzt, die bekanntermaßen zur Bildung freier Radikale führt. Die exakten Mechanismen der UV-induzierten Chemilumineszenz sind jedoch nicht in einem zufriedenstellenden Maße bekannt. Nach bisheriger Datenlage wird die Erzeugung von reaktiven Sauerstoffradikalen nach UV-Bestrahlung und die anschließende oxidative Modifizierung von Makromolekülen für die Emission der Photonen verantwortlich gemacht. Neben der UV-Strahlung sind auch andere Stressoren wie z. B. Ozon, Wasserstoffperoxid und Benzoylperoxid bekannte Induktoren. Bereits 1980 forschte Rudolf Teubner mit Bestrahlungen mit Tageslichtlampen zur Messung von Lebensmitteln auf diverse Qualitätskriterien, Beschreibung 1983.
Die Absorption von UV-Strahlung zur Abstrahlung von Photonen größerer Wellenlänge wird als Photolumineszenz bezeichnet.

## Bedeutung und Anwendungen
Die Messung der ultraschwachen Photonenemission gelingt mit empfindlichen Photomultipliern und Avalanche-Photodioden (im sogenannten Geiger-Modus) und ist insbesondere zur nicht invasiven Erfassung oxidativer Prozesse in biologischem Material geeignet. Heute werden zur Messung Sekundärelektronenvervielfacher (SEV/ Photomultiplier) eingesetzt. Sie können ein hochempfindliches Kathodenmaterial vorweisen, bei dem selbst einzelne Photonen über den äußeren photoelektrischen Effekt Elektronen herausschlagen können. Eine nachgeschaltete Dynodenbaugruppe kann dann Verstärkungsfaktoren von einigen Millionen realisieren, um zu brauchbaren Messsignalen zu kommen. Einen besonderen Problemkreis stellt die spektrale Untersuchung der gemessenen ultraschwachen Photonenstrahlung dar. Übliche Filter- und Interferenzverfahren sind aufgrund der geringen Photonenströme nicht anwendbar.
Die Intensitätsbestimmung der ultraschwachen Photonenemission wird in den letzten Jahren vor allem für die Untersuchung von UVA-induzierten Schäden und die Quantifizierung des antioxidativen Potentials topisch applizierter Wirkstoffe in der Medizin eingesetzt.